# Salim Moizini
Salim Moizini, né le 17 octobre 1985 à Marseille, est un footballeur français jouant au poste d'arrière droit avec le Lyon-Duchère AS.

## Biographie
Salim Moizini a commencé sa formation à l'AS Minguettes Vénissieux, avant de rejoindre le centre de formation de l'Olympique de Marseille. Mais il ne réussit pas à s'y imposer, il est notamment barré par des joueurs comme Samir Nasri, Fabien Camus ou encore Mohamed Dennoun.
En 2006, il retourne dans son ancien club, l'AS Minguettes, en CFA 2. Auteur d'une dizaine de buts en championnat, il file à l'AS Saint-Priest en CFA, la saison suivante.
En 2008, après des essais au FC Lorient, à l'EA Guingamp et au SC Bastia, il s'engage avec le club corse. Il débute en équipe première dès la 2e journée du championnat de Ligue 2, contre le SCO Angers le 8 août 2008. Il ne joue que 10 matchs de championnat en deux saisons. 
Il retrouve du temps de jeu lors de la saison 2010-2011, le SC Bastia étant relégué en National, avec 34 matchs joués. Remonté immédiatement en Ligue 2 avec l'obtention du titre de National, l'équipe bastiaise remporte ensuite le championnat de France de Ligue 2 en 2011-2012 ; Salim Moizini compte 17 matchs cette saison-là
.
Fin janvier 2013, il résilie son contrat et signe aussitôt au Paris FC.

## Palmarès
- Champion de France de Football de National en 2011 avec le SC Bastia
- Champion de France de Ligue 2 en 2012 avec le SC Bastia
- Champion de France de CFA en 2016 avec Lyon-Duchère AS